# Moana, tutta la verità
Moana, tutta la verità è un libro scritto da Simone Pozzi e Francesca Parravicini, edito da Aliberti editore nel febbraio 2006, ISBN 88-7424-134-8.

## Contenuto
Simone Pozzi, nato l'11 marzo 1979 a Roma, è stato ritenuto da tutti, compreso lui stesso, fratello della famosa porno-attrice Moana Pozzi. Tuttavia, l'autore di questo libro ha poi rivelato il presunto segreto della sua vera origine, tenuto nascosto dalla famiglia fino ad allora. Moana lo aveva partorito in segreto quando aveva 17 anni e si era trasferita con la famiglia a Roma per seguire l'ennesimo spostamento del padre, ingegnere nucleare. La mancanza di un padre, la scabrosità della gravidanza fuori da un matrimonio, nonché la giovanissima età della ragazza, spinsero la famiglia a nascondere il fatto allevando il bambino come un figlio naturale da quelli che erano il nonno e la nonna. L'occasione della rivelazione è stata un'intervista della trasmissione televisiva Chi l'ha visto? del novembre 2005 quando la giornalista Francesca Parravicini stava indagando sulla scomparsa dell'attrice, quando per la prima volta vennero mostrate le prove oggettive del suo decesso.
Da quella occasione e da alcune successive conversazioni ne è nato il suddetto libro, scritto alla maniera di una lunga intervista, dove, oltre alla clamorosa rivelazione, per la prima volta un membro della famiglia espone la storia della diva vista dal lato intimo e riservato, in contrasto con il suo personaggio pubblico: i lunghi soggiorni all'estero nei quali sviluppò una mentalità particolarmente aperta, il rapporto di amore/rivalità con la sorella Mima (Baby Pozzi), il legame con la natura e il senso del divino, la malattia e la morte. Nonostante il fatto di essere stato all'oscuro di tutto per i primi 25 anni della sua vita, Simone Pozzi non prova risentimento per la madre, anzi la sua grande stima e l'accettazione delle scelte di lei sono rinnovate e dice di aver adesso capito il motivo dell'attaccamento così profondo che prova tuttora verso di lei. In ogni caso continua ad essere naturale per lui continuare a chiamarla sorella, così come chiamare papà il nonno Alfredo. Non è interessato a ricercare il padre naturale, forse l'ultimo segreto di Moana, verso il quale non prova alcun sentimento, non essendosi egli mai fatto vivo in tutta la sua vita.

## Polemiche
Brunetto Fantauzzi, biografo non ufficiale di Moana Pozzi, autore di numerosi libri ed interviste circa il mistero della morte di Moana, che aveva sostenuto fino allo stremo la tesi di Moana-viva, quando si è visto confutare con documenti le sue vecchie tesi, ha preparato a tempo di record un nuovo libro di rivelazioni, questa volta sul segreto del figlio. Il libro è una confutazione punto per punto delle rivelazioni di Simone Pozzi, adducendo alcune presunte prove, come il testamento dell'attrice che non avrebbe nominato l'allora quattordicenne fratello-figlio. Le rivelazioni di Fantauzzi continuano comunque a godere di credito presso telegiornali e stampa e sono in ogni caso un alimento per il mito di Moana, che ancora continua a suscitare un forte interesse.

## Edizioni
- Simone Pozzi e Francesca Parravicini, Moana, tutta la verità, Aliberti editore, 2006, ISBN 88-7424-134-8.